# Grupy ochronno-propagandowe
Grupy ochronno-propagandowe – sformowane przez Korpus Bezpieczeństwa Wewnętrznego i WP w grudniu 1946 na terenie Polski w celu skutecznego przeprowadzenia akcji przedwyborczej. Ich zadaniem była organizacja wieców i spotkań wyborczych,  propaganda, indoktrynacja oraz bezpośredni nacisk na ludność. Swoim zasięgiem w okresie poprzedzającym sfałszowane wybory do Sejmu Ustawodawczego w styczniu 1947 działania GOP objęły prawdopodobnie ok. 6 mln osób.
GOP powstało z przekształcenia dotychczasowych brygad propagandowych i grup ochronnych. Całość podlegała kierownictwom wojewódzkim tworzonym przez dowództwa okręgów. GOP działały poprzez prowadzenie akcji uświadamiającej  np. wiece, pogadanki, służyła m.in. pomocą sanitarną, konkretną pomocą w sprawach codziennych ludności (żniwa, wykopki), co również miało swoją wymowę propagandową. Według publikacji wydawanych w PRL, GOP  zapewniała ludności, zwłaszcza mieszkańcom wsi i osad, ochronę przed  bandami rabunkowymi i przed aktywnością oddziałów podziemia politycznego. 